# Список музеїв історії видавничої справи та поліграфічної діяльності
- Бережанський музей книги
- Горлівський державний міський музей мініатюрної книги
- Музей книги та друкарства України, м. Київ
- Національний музей літератури України, Київ
- Центральний державний архів-музей літератури і мистецтва України
- Музей мистецтва давньої української книги, м. Львів
- Музей «Русалка Дністрова», м. Львів
- Музей рідкісної книги імені Г. П. Васильківського, м. Ніжин
- Музей рідкісної книги Наукової бібліотеки Одеського національного університету імені І. І. Мечникова
- Музей книги і друкарства в Острозі
- Музей культури і книги Покуття, м. Снятин